# Turtle Rock Studios
Turtle Rock Studios ist ein in den Vereinigten Staaten ansässiges Entwicklerstudio, das 2002 von Michael Booth gegründet wurde. 2008 wurde Turtle Rock Studios von Valve übernommen und bis 2010 als Valve South geführt. Im Jahr 2011 gründeten Phil Robb und Chris Ashton als unabhängige Firma neu. 2021 übernahm Tencent die Turtle Rock Studios, die jedoch als eigene Geschäftseinheit weiter unabhängig fungieren soll.

## Ludographie
Die Turtle Rock Studios sind bekannt für ihre Arbeiten an den Counter-Strike und Left 4 Dead Franchises.
- Counter-Strike für Xbox (2003)
- Counter-Strike: Condition Zero (2004)
- Counter-Strike: Source (2004)
- Left 4 Dead (2004)
- Left 4 Dead 2: The Passing (2009)
- Left 4 Dead: The Sacrifice (2010)
- Left 4 Dead 2: The Sacrifice (2010)
- Leap Sheep! (2010)
- Evolve (2015)
- Evolve Stage 2 (2016)
- Face Your Fears (2016)
- The Well (2017)
- Face Your Fears 2 (2019)
- Journey of the Gods (2019)
- Back 4 Blood (2021)